# Vladimir Bogoraz

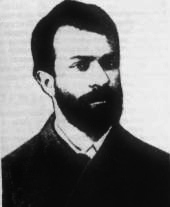
Vladimir Germanovitj Bogoraz

Vladimir Germanovitj Bogoraz, född 27 april 1865 och död 10 maj 1936, var en rysk etnograf.
Bogoraz kom från en judisk familj, och verkade först som journalist och novellist. Han deltog i ett revolutionsförsök 1882 och förvisades från Sankt Petersburgs universitet, fängslades och skickades till Sibirien, där han ägnade sig åt studiet av de arktiska folken i det senare guvernementet Jakutsk. Som deltagare i den amerikanska Jesup North Pacific expedition från 1898 utförde han ett viktigt arbeta bland tjuktjerna och företog även egna expeditioner. Bogoraz vann ett högt anseende som internationell auktoritet i fråga om arktiska folk. Som professor vid Leningrads universitet sörjde han genom utsändande av studenter för de sibiriska folkens undervisning och grundade även ett läroverk för adepter från dessa i Leningrad.